# ODM
Um ODM, de Original Design Manufacturer, ou Fabricante de Projeto Original, é uma companhia que fabrica um produto que ao final receberá a marca de outra companhia e por esta será vendido. Tais companhias permitem que a proprietária da marca produza (seja como um suplemento, como isoladamente) sem ter de se envolver na organização ou na operação de uma fábrica. As organizações do tipo ODM cresceram muito em tamanho ultimamente e muitas têm hoje tamanho suficiente para permitir a produção para vários clientes, muitas vezes oferecendo uma grande parte da produção em gera. Um atributo básico deste modelo de negócios é que o ODM é dono ou projeta internamente os produtos que recebem a marca da empresa que os compra.
Isto é contrastante com o modelo de negócios chamado Contract Manufacturer, ou CM (economia).